# تيتسويا إيشيدا
تيتسويا إيشيدا هو رسام ياباني ولد في شهر يونيو من العام 1973 في مدينة شيزوكا وتوفى في 23 مايو 2005 بعد أن مات في حادثة علي منطقة تقاطع قطار ( ويشتبه بأنها حالة انتحار) , تميزت رسوماته بنقلها لمشاهد من الحياة اليابانية العادية في بورترية شخصي حيث يكون فيه جسد الشخص جزء من آلة أو جزء من كائن ساكن غير متحرك.